# Kotunia
Kotunia – wieś w Polsce położona w województwie wielkopolskim, w powiecie słupeckim, w gminie Słupca. Nazwa wsi wyewoluowała z wcześniejszego Chotunia. 
Wieś duchowna Chotunia, własność biskupstwa poznańskiego, pod koniec XVI wieku leżała w powiecie pyzdrskim województwa kaliskiego. W latach 1975–1998 miejscowość administracyjnie należała do województwa konińskiego.
Dawniej przez miejscowość przebiegała droga nr 466, łącząca Słupcę z Pyzdrami.